# Эстремадура (футбольный клуб, 2007)
«Эстремадура» (исп. Extremadura UD) — испанский футбольный клуб из города Альмендралехо, в провинции Бадахос в автономном сообществе Эстремадура. Клуб основан в 2007 году, на месте обанкротившейся оригинальной «Эстремадуры». Домашние матчи проводит на стадионе «Сьюдад де Альмендралехо», вмещающем 12 580 зрителей. В Примере команда никогда не выступала, лучшим результатом является 13-е место в Сегунде в сезоне 2018/19.

## Сезоны по дивизионам
- Сегунда — 2 сезона
- Сегунда B — 2 сезона
- Терсера — 6 сезонов
- Региональная лига — 2 сезона

## Достижения
- Терсера
  - Победитель (2): 2011/12, 2015/16